# Список Народных героев Югославии/О
В настоящем списке в алфавитном порядке представлены все Народные герои Югославии, чьи фамилии начинаются с буквы «О» (всего 24 человека). В списке указаны даты присвоения звания и даты жизни Героев.
- Серым цветом в таблице выделены Герои, награждённые орденом Народного героя посмертно.

## Список Народных героев Югославии, фамилии которых начинаются с «О»
| № п/п | Фото | Фамилия, Имя           | Дата присвоения звания | Годы жизни                       |
| ----- | ---- | ---------------------- | ---------------------- | -------------------------------- |
| 831   |      | Обад, Шефик            | 20 декабря 1951        | 1922—1943                        |
| 832   |      | Обрадович, Бранислав   | 7 июля 1953            | 1920—1942                        |
| 833   |      | Обрадович, Душан       | 20 декабря 1951        | январь 1913 — 1 декабря 1941     |
| 834   |      | Обрадович, Влада       | 5 июля 1951            | 1920 — 2 июня 1944               |
| 835   |      | Огулинац, Франьо       | 11 июля 1945           | 1904 — 9 октября 1942            |
| 836   |      | Одаджич, Любица        | 26 сентября 1953       | 1913 — 9 октября 1942            |
| 837   |      | Ожболт, Йоже           | 27 ноября 1953         | 4 января 1922 — 17 марта 2018    |
| 838   |      | Ойданич, Добрила       | 10 июля 1953           | 15 декабря 1920 — 1995           |
| 839   |      | Окилевич, Милета       | 20 декабря 1951        | 1921—1944                        |
| 840   |      | Окрогар, Антон         | 22 июля 1953           | 1923—1955                        |
| 841   |      | Омерза, Иван           | 27 ноября 1953         | 1921—1943                        |
| 842   |      | Омерович, Сулейман     | 20 декабря 1951        | 8 мая 1923 — ноябрь 1945         |
| 843   |      | Опачич, Стево Глише    | 23 июля 1953           | 8 августа 1923 — 17 июля 2016    |
| 844   |      | Опачич, Стево Стевана  | 27 ноября 1953         | 17 апреля 1923 — 22 февраля 1943 |
| 845   |      | Опачич, Стево Яндрие   | 20 декабря 1951        | 15 октября 1921 — март 2005      |
| 846   |      | Опсеница, Станко       | 16 сентября 1945       | 27 ноября 1907 — 15 января 1943  |
| 847   |      | Опсеница, Стеван       | 27 ноября 1953         | 10 марта 1913 — 22 мая 2002      |
| 848   |      | Орешкович, Марко       | 26 июля 1945           | 3 апреля 1896 — 20 октября 1941  |
| 849   |      | Орешчанин, Богдан      | 23 июля 1952           | 27 октября 1916 — 1978           |
| 850   |      | Орландич, Блажо (1912) | 10 июля 1952           | 1912—1943                        |
| 851   |      | Орландич, Блажо (1914) | 15 июля 1949           | 1914—1943                        |
| 852   |      | Орман, Энес            | 24 июля 1953           | 1921—1944                        |
| 853   |      | Орозович, Пайо         | 20 декабря 1951        | 15 июля 1914 — 8 октября 1943    |
| 854   |      | Остоич, Яков           | 27 ноября 1953         | 1878—1942                        |